# لامیسون (آلاباما)
لامیسون (به انگلیسی: Lamison) یک منطقهٔ مسکونی در ایالات متحده آمریکا است که در شهرستان ویلکاکس، آلاباما واقع شده‌است. لامیسون ۳۵٫۹۷ متر بالاتر از سطح دریا واقع شده‌است.